# 北城真記子
北城 真記子（きたしろ まきこ、1918年3月26日 - 1995年2月24日）は、日本の女優。東京府出身。本名は北城 ます子。

## 来歴
東洋高等女学校中退。1943年（昭和18年）文学座研究所に入り「怒潯」出演。戦後、1947年（昭和22年）神協劇団研究生で入り「タルチュフ」初舞台。1949年（昭和24年）に文学座に戻り「娼婦マヤ」、「道遠からん」。1953年（昭和28年）文学座自主映画「にごりえ」で杉村春子を助演。1957年（昭和32年）東映「純愛物語」「越後つついし親不知」。1960年（昭和35年）文学座の「女の一生」「メアリー・スチュアート」に出演した。
1995年（平成7年）、直腸がんのため死去。76歳没。

## 主な作品

### 映画
- 女の足あと（1956年）
- 早く帰ってコ（1957年）
- 純愛物語（1957年）
- 越後つついし親不知（1964年）
- 背後の人（1965年）
- 私は負けない（1966年）
- 殺人者（1966年）
- 女の一生（1967年）
- ひとりっ子（1969年）
- 夜の歌謡シリーズ　港町ブルース（1969年）
- あぶく銭（1970年）
- 十代の妊娠（1970年）
- その人は女教師（1970年）
- 新・高校生ブルース（1970年）
- 内海の輪（1971年） - 江村菊江 役
- 野菊の墓(1981年)
- 里見八犬伝（1983年）

### テレビドラマ
- 松本清張シリーズ・黒の組曲 第33話「紐」（1962年、NHK） - 青木シゲ 役
- 初恋物語（1964年、CX）
- 大奥 第47話 - 第49話（1968年、KTV） - 天璋院 役
- 女優 わが道（1969年、NHK）
- 大坂城の女（1970年、KTV） - 饗庭局 役
- 水戸黄門（TBS / C.A.L）
  - 第2部 第26話「帰って来た旅烏 -浜田-」（1970年） - おせい 役
  - 第4部 第9話「ごますり剣法免許皆伝 -山形-」（1973年3月19日） - お梅 役
- 徳川おんな絵巻 第5話「お転婆娘の御殿奉公」・第6話「お初の仇討ち」（1968年、KTV） - 沢野 役
- 大河ドラマ （NHK）
  - 天と地と（1969年） - さき 役
  - 樅ノ木は残った（1970年）
  - 元禄太平記（1975年） - 今出川局 役
  - 獅子の時代（1980年） - きわ 役
- 大岡越前 第1部 第26話「疑惑の顔」（1970年、TBS）
- ポーラテレビ小説 / お登勢（1971年、TBS） - 津田りく 役
- 忍法かげろう斬り 第26話「鷹はまた飛ぶ!」（1972年、KTV） - 春日局 役
- 北の家族（1973年 - 1974年、NHK） - 三井絹 役
- 江戸を斬る 梓右近隠密帳　第18話「大奥に挑む」（1973年、TBS） - 春日局 役
- 華麗なる一族（1975年、MBS） - 細川綾子 役
- 銭形平次 第456話「浮世絵女双六」（1975年、CX） - 岸川まさ代 役
- ふりむくな鶴吉 第32話「市村座女形地獄」（1975年、NHK）
- 愛のサスペンス劇場　母絶唱（1975年、NTV）
- 十手無用 九丁堀事件帖 第19話「父（ち）ゃんが消えた!」（1976年、NTV） - 不知火のお銀 役
- ゼロの焦点（1976年、NTV）
- ドラマ人間模様 / 事件（1978年、NHK）
- 土曜ワイド劇場 （ANB）
  - 死刑台のロープウェイ（1979年）
  - 嘆きの団地妻（1981年）
  - 天使と悪魔の美女（1983年） - 家政婦 役
  - 名探偵・金田一耕助 夜歩く女（1990年）
  - 美濃「紙漉きの里」殺人事件（1991年）
- 遠山の金さん 第2シリーズ 第28話「地獄極楽 蛇の目傘」（1979年、ANB / 東映） - おとら
- 江戸の牙 第15話「遺恨鮮血の伴天連印」（1980年、ANB） - おとき 役
- Gメン'75 第289話「裸の女囚たち」（1980年、TBS）
- 松本清張の黒革の手帖（1982年、ANB） - 梅村キク 役
- 立花登 青春手控え 第20話「しぐれみち」（1982年、NHK）
- 花王愛の劇場 （TBS）
  - トラックかあちゃん（1983年）
  - 失われた過去（1986年）
- 大奥 第26話「ある貴婦人の殺意」（1983年、KTV） - 荻島 役
- 暴れん坊将軍シリーズ（ANB/東映）
  - 暴れん坊将軍II 第17話「花嫁学校、討入り前夜!」（1983年）　- すぎ 役
  - 暴れん坊将軍III 第16話「三つ葉葵は地獄の紋章!?」（1988年）　- 政代 役
- 年末時代劇スペシャル / 忠臣蔵（1985年、NTV） - るい 役
- NHK朝の連続テレビ小説 / はね駒（1986年、NHK） - キク 役
- 花へんろ（1986年、NHK）
- 山村美紗サスペンス / 死者の手のひら（1986年、KTV）
- 銀河テレビ小説 / 八十日目だなも（1986年、NHK）
- 家と女房と男の名誉（1988年、CX）
- 木曜ゴールデンドラマ
  - 塀の外で待つ女（1988年、YTV）
  - ああ重度痴呆病棟（1991年、FBS）
- 火曜サスペンス劇場　
  - 花嫁シリーズ(3)花嫁は眠れない（1987年、NTV）
  - 女弁護士・高林鮎子(6)船岡発普通列車・無縁坂の女（1989年、NTV）
- 土曜ドラマ（NHK）
  - 恋愛模様（1990年） - スエ 役
- 月曜ドラマスペシャル / 遺言パニック!!（1991年、TBS）
- 金田一耕助の傑作推理 / 八つ墓村（1991年、TBS） - 多治見小梅 役

### 舞台
- 女の一生
- メアリー・スチュアート
- チャリングクロス街84番地
- 毒薬と老嬢
- リチャード三世
- グットラックハレー
- 医師クノック
- 誰か一人があなたの子

### アニメ
- ダンボ　（キャティ）